# Berkhamsted

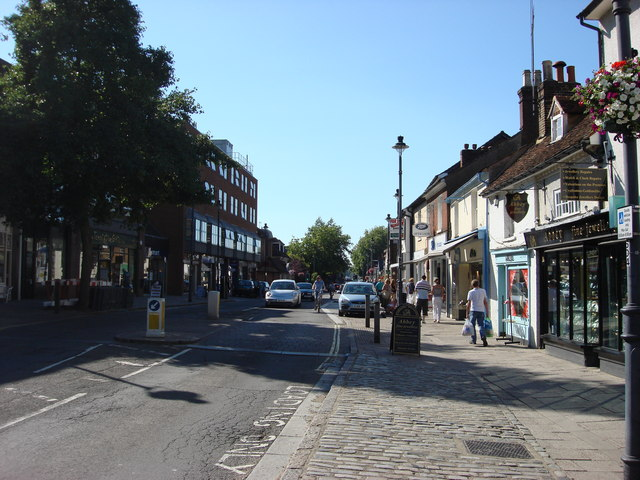
Berkhamsted High Street.

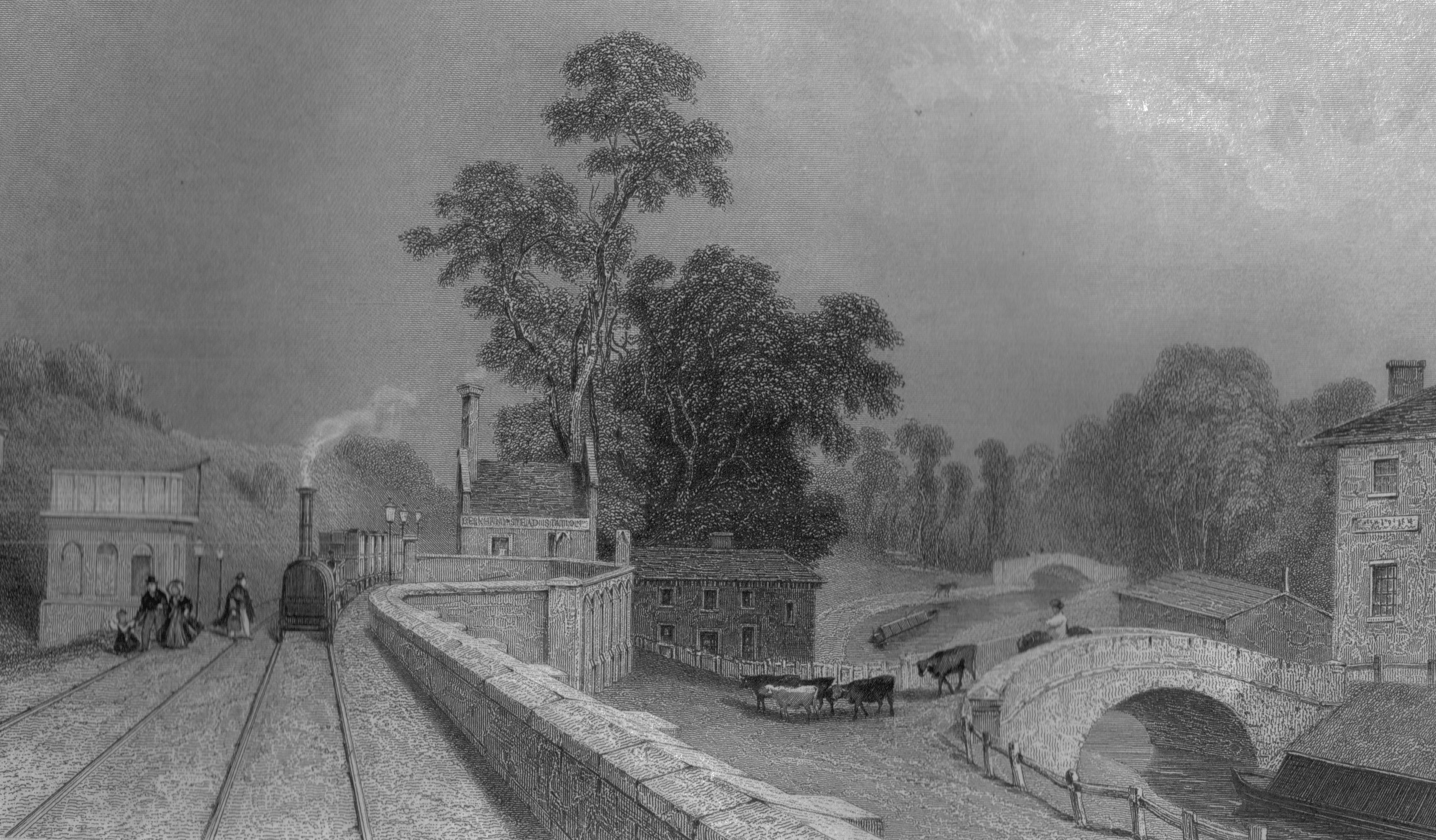
Berkhamsted Bahnhof (1838).

Berkhamsted [ˈbɜ:kəmstɛd] ist eine historische Gemeinde in England mit heute rund 19.000 Einwohnern. Der Ort liegt im Westen von Hertfordshire zwischen den Orten Tring und Hemel Hempstead. Der River Bulbourne fließt durch den Ort. Berkhamsted gehört zum Distrikt bzw. Borough Dacorum.
Der Ortsname hat in den Jahrhunderten eine Reihe von Wandlungen erfahren, die jetzige Form stammt aus dem Jahr 1937, zuvor hieß die Gemeinde unter anderem Berkhampstead, Great Berkhamsted und Berkhamstead.
In Berkhamsted ist das National Film and Television Archive des British Film Institute beheimatet.

## Geschichte
Berkhamsted war der Endpunkt der normannischen Eroberung Englands des Jahres 1066, wo Wilhelm der Eroberer nach seinem Feldzug die Unterwerfung Londons und des verbliebenen angelsächsischen Adels abwartete.
Berkhamsted Castle wurde in den 1080er Jahren in Stein wiederaufgebaut und zum bevorzugten Aufenthaltsort der Könige aus den Familien der Rolloniden und der Plantagenet. Es blieb königliche Burg, bis es 1495 aufgegeben wurde. Die Bevölkerung bediente sich an den Steinen der Burg, von der heute nur noch wenig übrig geblieben ist.
In Berkhamsted steht das älteste erhaltene Ladengeschäft in Großbritannien, das dendrochronologisch auf die Zeit zwischen 1277 und 1297 datiert wurde. Es liegen Belege vor, dass es sich um den Laden eines Juweliers oder Goldschmieds handelte (173, High Street).

## Persönlichkeiten
- William Cowper (1731–1800), Rechtsanwalt und Dichter, hier geboren
- Michael Culme-Seymour, 3. Baronet (1836–1920), Seeoffizier der Royal Navy, hier geboren
- Thomas Stevens (1854–1935), Autor und Abenteurer, hier geboren
- Horace Smith-Dorrien (1858–1930), General und Armeebefehlshaber im Ersten Weltkrieg sowie Gouverneur von Gibraltar, hier geboren
- Frank Clement, (1888–1970), britischer Autorennfahrer
- Graham Greene (1904–1991), Schriftsteller, hier geboren
- Michael Hordern (1911–1995), Bühnen- und Filmschauspieler, hier geboren
- Eleanor Ireland (* 1926), Informatikerin
- John Cleese (* 1939), Komiker, Schauspieler, Drehbuchautor und Synchronsprecher, lebte hier
- Esther Rantzen (* 1940), Fernsehmoderatorin und Autorin, hier geboren
- Raymond Bishop (* 1945), theoretischer Physiker, hier geboren
- Sarah Brightman (* 1960), Sopranistin und Schauspielerin, hier geboren

## Städtepartnerschaften
Berkamsted unterhält folgende Städtepartnerschaft:
- Beaune, Cote-d'Or, Frankreich